# 瓦肯海姆
瓦肯海姆（德語：Wackernheim，發音：[ˈvakɐnhaɪm]）是德国莱茵兰-普法尔茨州美因茨-宾根县曾经的一个市镇，面积5.89平方千米，2017年12月31日人口为2,500人。2019年7月1日，瓦肯海姆与市镇莱茵河畔海德斯海姆并入市镇莱茵河畔英格尔海姆。